# Hemigomphus magela
Hemigomphus magela – gatunek ważki z rodziny gadziogłówkowatych (Gomphidae).